# YU grupa
YU grupa je rock sastav iz Beograda. Osnovali su ga 1970. godine braća Dragi Jelić i Žika Jelić, u to vrijeme već iskusni glazbenici iz bendova 1960.-ih: „Albatrosi“, „Alasi“, „Beduini“, „Siluete“, „Džentlmeni“. Kroz sastav su prošli i drugi glazbenici s prostora bivše Jugoslavije kao što su gitarist Miodrag Bata Kostić i bubnjar Raša Đelmaš. 
Za rođendan sastava odabrali su 29. studenog (Dan republike u SFRJ) i svake godine su ga proslavljali koncertom u beogradskom Domu sindikata.
Tijekom karijere objavili su desetak ploča i još uvijek su aktivni na glazbenoj sceni.

## Diskografija

### Singlovi
- „Nona“ / „Tatica“ (PGP RTS 1971.)
- „Bio jednom jedan pas“ / „Mali medved“ (Jugoton 1972.)
- „U tami disko kluba“ / „Kosovski božuri“ (Jugoton 1972.)
- „Šta će meni vatra“ / „Spusti glavu“ (Jugoton 1973.)
- „Drveni most“ / „Živi pesak“ (Jugoton 1974.)
- „Sama“ / „Trka“ (Jugoton 1975.)
- „Osveta“ / „Oprosti ljubavi“ (Jugoton 1976.)
- „3 do 6“ / „Tačno u podne“ (Jugoton 1976.)
- „Opasno“ / „Budi sa mnom“ (Jugoton 1978.)
- „Identitet“ / „Ideš mi na nerve“ (Jugoton 1979.)

### Studijski albumi
- „YU grupa“ (Jugoton 1973.)
- „Kako to da svaki dan?“ (Jugoton 1974.)
- „YU grupa“ (Jugoton 1975.)
- „YU zlato“ (Jugoton 1976.)
- „Među zvezdama“ (Jugoton 1977.)
- „Samo napred...“ (PGP RTB 1979.)
- „Od zlata jabuka“ (ZKP RTLj 1987.)
- „Ima nade“ (PGP RTB 1988.)
- „Tragovi“ (PGP RTB 1990.)
- „Rim“ (PGP RTS 1995.)
- „Dugo znamo se“ (PGP RTS 2005.)
- "Evo stojim tu" (PGP RTS 2016.)

### Uživo
- „Uživo“ (PGP RTS 2007.)

## Vanjske poveznice
- Službena stranica  Arhivirana inačica izvorne stranice od 7. svibnja 2013. (Wayback Machine)
- Diskografija YU grupe na Discogs
- Žika Jelić - intervju („Pravoslavlje“, broj 992, 15. srpnja 2008.)  Arhivirana inačica izvorne stranice od 18. lipnja 2012. (Wayback Machine)
- Intervju s Dragim Jelićem za Balkanrock.com  Arhivirana inačica izvorne stranice od 25. prosinca 2008. (Wayback Machine)